# Heinz Lindner
Heinz Lindner (Linz, 17 luglio 1990) è un calciatore austriaco, portiere del Sion e della nazionale austriaca.

## Carriera

### Club
Ha giocato nei massimi campionati austriaco, tedesco e svizzero.

### Nazionale
Viene convocato per gli Europei 2016 in Francia, senza scendere in campo durante la manifestazione continentale.

## Statistiche

### Cronologia presenze e reti in nazionale
| Cronologia completa delle presenze e delle reti in nazionale ― Austria | Cronologia completa delle presenze e delle reti in nazionale ― Austria | Cronologia completa delle presenze e delle reti in nazionale ― Austria | Cronologia completa delle presenze e delle reti in nazionale ― Austria | Cronologia completa delle presenze e delle reti in nazionale ― Austria | Cronologia completa delle presenze e delle reti in nazionale ― Austria | Cronologia completa delle presenze e delle reti in nazionale ― Austria | Cronologia completa delle presenze e delle reti in nazionale ― Austria |
| Data                                                                   | Città                                                                  | In casa                                                                | Risultato                                                              | Ospiti                                                                 | Competizione                                                           | Reti                                                                   | Note                                                                   |
| ---------------------------------------------------------------------- | ---------------------------------------------------------------------- | ---------------------------------------------------------------------- | ---------------------------------------------------------------------- | ---------------------------------------------------------------------- | ---------------------------------------------------------------------- | ---------------------------------------------------------------------- | ---------------------------------------------------------------------- |
| 1-6-2012                                                               | Innsbruck                                                              | Austria                                                                | 3 – 2                                                                  | Ucraina                                                                | Amichevole                                                             | -2                                                                     |                                                                        |
| 14-11-2012                                                             | Linz                                                                   | Austria                                                                | 0 – 3                                                                  | Costa d'Avorio                                                         | Amichevole                                                             | -3                                                                     |                                                                        |
| 22-3-2013                                                              | Vienna                                                                 | Austria                                                                | 3 – 0                                                                  | Fær Øer                                                                | Qual. Mondiali 2014                                                    | -                                                                      |                                                                        |
| 26-3-2013                                                              | Dublino                                                                | Irlanda                                                                | 2 – 2                                                                  | Austria                                                                | Qual. Mondiali 2014                                                    | -2                                                                     |                                                                        |
| 15-10-2013                                                             | Tórshavn                                                               | Fær Øer                                                                | 0 – 3                                                                  | Austria                                                                | Qual. Mondiali 2014                                                    | -                                                                      |                                                                        |
| 5-3-2014                                                               | Klagenfurt am Wörthersee                                               | Austria                                                                | 1 – 1                                                                  | Uruguay                                                                | Amichevole                                                             | -1                                                                     | 46’                                                                    |
| 30-5-2014                                                              | Innsbruck                                                              | Austria                                                                | 1 – 1                                                                  | Islanda                                                                | Amichevole                                                             | -                                                                      | 46’                                                                    |
| 31-5-2016                                                              | Klagenfurt am Wörthersee                                               | Austria                                                                | 2 – 1                                                                  | Malta                                                                  | Amichevole                                                             | -                                                                      | 46’                                                                    |
| 24-3-2017                                                              | Vienna                                                                 | Austria                                                                | 2 – 0                                                                  | Moldavia                                                               | Qual. Mondiali 2018                                                    | -                                                                      |                                                                        |
| 28-3-2017                                                              | Innsbruck                                                              | Austria                                                                | 1 – 1                                                                  | Finlandia                                                              | Amichevole                                                             | -1                                                                     |                                                                        |
| 11-6-2017                                                              | Dublino                                                                | Irlanda                                                                | 1 – 1                                                                  | Austria                                                                | Qual. Mondiali 2018                                                    | -1                                                                     |                                                                        |
| 2-9-2017                                                               | Cardiff                                                                | Galles                                                                 | 1 – 0                                                                  | Austria                                                                | Qual. Mondiali 2018                                                    | -1                                                                     |                                                                        |
| 5-9-2017                                                               | Vienna                                                                 | Austria                                                                | 1 – 1                                                                  | Georgia                                                                | Qual. Mondiali 2018                                                    | -1                                                                     |                                                                        |
| 6-10-2017                                                              | Vienna                                                                 | Austria                                                                | 3 – 2                                                                  | Serbia                                                                 | Qual. Mondiali 2018                                                    | -2                                                                     |                                                                        |
| 9-10-2017                                                              | Chișinău                                                               | Moldavia                                                               | 0 – 1                                                                  | Austria                                                                | Qual. Mondiali 2018                                                    | -                                                                      |                                                                        |
| 14-11-2017                                                             | Vienna                                                                 | Austria                                                                | 2 – 1                                                                  | Uruguay                                                                | Amichevole                                                             | -1                                                                     |                                                                        |
| 23-3-2018                                                              | Klagenfurt am Wörthersee                                               | Austria                                                                | 3 – 0                                                                  | Slovenia                                                               | Amichevole                                                             | -                                                                      |                                                                        |
| 30-5-2018                                                              | Innsbruck                                                              | Austria                                                                | 1 – 0                                                                  | Russia                                                                 | Amichevole                                                             | -                                                                      |                                                                        |
| 10-6-2018                                                              | Vienna                                                                 | Austria                                                                | 0 – 3                                                                  | Brasile                                                                | Amichevole                                                             | -3                                                                     |                                                                        |
| 6-9-2018                                                               | Vienna                                                                 | Austria                                                                | 2 – 0                                                                  | Svezia                                                                 | Amichevole                                                             | -                                                                      |                                                                        |
| 11-9-2018                                                              | Zenica                                                                 | Bosnia ed Erzegovina                                                   | 1 – 0                                                                  | Austria                                                                | UEFA Nations League 2018-2019 - 1º turno                               | -1                                                                     |                                                                        |
| 12-10-2018                                                             | Vienna                                                                 | Austria                                                                | 1 – 0                                                                  | Irlanda del Nord                                                       | UEFA Nations League 2018-2019 - 1º turno                               | -                                                                      |                                                                        |
| 15-11-2018                                                             | Vienna                                                                 | Austria                                                                | 0 – 0                                                                  | Bosnia ed Erzegovina                                                   | UEFA Nations League 2018-2019 - 1º turno                               | -                                                                      |                                                                        |
| 18-11-2018                                                             | Belfast                                                                | Irlanda del Nord                                                       | 1 – 2                                                                  | Austria                                                                | UEFA Nations League 2018-2019 - 1º turno                               | -1                                                                     |                                                                        |
| 21-3-2019                                                              | Vienna                                                                 | Austria                                                                | 0 – 1                                                                  | Polonia                                                                | Qual. Euro 2020                                                        | -1                                                                     |                                                                        |
| 24-3-2019                                                              | Haifa                                                                  | Israele                                                                | 4 – 2                                                                  | Austria                                                                | Qual. Euro 2020                                                        | -4                                                                     |                                                                        |
| 7-6-2019                                                               | Vienna                                                                 | Austria                                                                | 1 – 0                                                                  | Slovenia                                                               | Qual. Euro 2020                                                        | -                                                                      |                                                                        |
| 10-6-2019                                                              | Skopje                                                                 | Macedonia del Nord                                                     | 1 – 4                                                                  | Austria                                                                | Qual. Euro 2020                                                        | -1                                                                     |                                                                        |
| 15-11-2021                                                             | Klagenfurt am Wörthersee                                               | Austria                                                                | 4 – 1                                                                  | Moldavia                                                               | Qual. Mondiali 2022                                                    | -1                                                                     |                                                                        |
| 24-3-2022                                                              | Cardiff                                                                | Galles                                                                 | 2 – 1                                                                  | Austria                                                                | Qual. Mondiali 2022                                                    | -2                                                                     |                                                                        |
| 3-6-2022                                                               | Osijek                                                                 | Croazia                                                                | 0 – 3                                                                  | Austria                                                                | UEFA Nations League 2022-2023 - 1º turno                               | -                                                                      |                                                                        |
| 13-6-2022                                                              | Copenaghen                                                             | Danimarca                                                              | 2 – 0                                                                  | Austria                                                                | UEFA Nations League 2022-2023 - 1º turno                               | -2                                                                     |                                                                        |
| 25-9-2022                                                              | Vienna                                                                 | Austria                                                                | 1 – 3                                                                  | Croazia                                                                | UEFA Nations League 2022-2023 - 1º turno                               | -3                                                                     |                                                                        |
| 20-11-2022                                                             | Vienna                                                                 | Austria                                                                | 2 – 0                                                                  | Italia                                                                 | Amichevole                                                             | -                                                                      |                                                                        |
| 24-3-2023                                                              | Linz                                                                   | Austria                                                                | 4 – 1                                                                  | Azerbaigian                                                            | Qual. Euro 2024                                                        | -                                                                      |                                                                        |
| 27-3-2023                                                              | Linz                                                                   | Austria                                                                | 2 – 1                                                                  | Estonia                                                                | Qual. Euro 2024                                                        | -1                                                                     |                                                                        |
| 8-6-2024                                                               | San Gallo                                                              | Svizzera                                                               | 1 – 1                                                                  | Austria                                                                | Amichevole                                                             | -1                                                                     |                                                                        |
| Totale                                                                 |                                                                        | Presenze                                                               | 37                                                                     |                                                                        | Reti                                                                   | -37                                                                    |                                                                        |

## Palmarès

### Club

#### Competizioni nazionali
- Coppa del Belgio: 1

Union Saint-Gilloise: 2023-2024